# Squalogadus
Squalogadus is een monotypisch geslacht van straalvinnige vissen uit de familie van rattenstaarten (Macrouridae). Het geslacht is voor het eerst wetenschappelijk beschreven in 1916 door Gilbert & Hubbs.

## Soort
- Squalogadus modificatus Gilbert & Hubbs, 1916